# Vi Suku
Vi Suku is een bestuurslaag in het regentschap Solok van de provincie West-Sumatra, Indonesië. Vi Suku telt 5854 inwoners (volkstelling 2010).